# The Ballads 〜Love & B'z〜
『The Ballads 〜Love & B'z〜』（ザ・バラッズ・ラヴ・アンド・ビーズ）は、日本の音楽ユニット・B'zが2002年12月11日にリリースした公認バラード・ベスト・アルバムである。

## 概要
2002年10月8日にリリース情報が発表され、この時点ではタイトルが『Ballads Best（仮）』とされていた。
B'zがこれまでに発売した作品からバラードの楽曲のみを集めたベスト・アルバムで、収録曲のうちシングル曲は5曲のみとなっている。全曲ロサンゼルスのスタジオにてリマスタリングが施されている。
本作のイラストは高橋信雅によるもので、松本曰く「愛の使者・クマさんが遠目でB'zを見ていて段々距離が近くなるストーリー、だからLove&B'z」とのこと。また、パッケージにはシールが貼られており、クリスマス、新年、バレンタイン、デビュー15周年記念など、季節に応じて変化している。
パッケージは通常のプラスチックケースではなく、紙製の箱である。歌詞カードがブックレットとは少し異なり、絵本のような仕様となっている。箱を開けるとすぐその本があり、最後のページの不織布ケースにCD本体が入っている。
なお、発売の9日後（12月20日）には10万枚限定のクリスマスパッケージとして「Christmas RED BOX Version」がリリースされた。発売当日になってオフィシャルサイトでリリースされることが告知された。通常盤との違いは箱が赤色になっているだけで、それ以外は通常盤と同じである。

## プロモーション
発売時全国紙一面でB'zがサンタ姿のサングラスをかけた格好で腕を組むポーズ写真が掲載された。また、12月1日に東京ドームシティ噴水広場とKiss Me お台場に「B'zツリー」が設置された。東京ドームシティ噴水広場には本作の歌詞カードにちなみ、6体のテディベア型ツリーと高さ3メートルの三角ツリー12本が、Kiss Me お台場には総工費3000万円で3万個の電飾がなされた高さ15メートルのツリーが設置されていた。
本作の発売を記念して、全国4,000店のレコード店で収録曲「いつかのメリークリスマス」にのせたデビュー以来15年間の秘蔵映像を公開した。
本作の発売から約2週間後の2002年12月27日放送された『ミュージックステーションスーパーライブ2002』では「熱き鼓動の果て」と共に、本作収録曲の「もう一度キスしたかった」も披露された。

## チャート成績・受賞歴
初動で105万枚を売り上げ、初登場1位を獲得。本作で自身のアルバムの初動ミリオンを記録した作品数が通算10作目となった。この記録は日本の音楽史でB'zが最多である。また、2002年の男性アーティストで初めて初登場でミリオン突破作品となった。
第17回日本ゴールドディスク大賞でロック & ポップ・アルバム・オブ・ザ・イヤーを受賞した。

## 収録曲
| 全作詞: 稲葉浩志、全作曲: 松本孝弘。 |                                                |           |            |                                        |      |
| #                                    | タイトル                                       | 作詞      | 作曲・編曲 | 編曲                                   | 時間 |
| 1.                                   | 「いつかのメリークリスマス」                   | 稲葉浩志  | 松本孝弘   | 松本孝弘・明石昌夫                     | 5:34 |
| 2.                                   | 「ALONE」                                      | 稲葉浩志  | 松本孝弘   | 松本孝弘・明石昌夫                     | 6:20 |
| 3.                                   | 「今夜月の見える丘に」                         | 稲葉浩志  | 松本孝弘   | 松本孝弘・稲葉浩志                     | 4:10 |
| 4.                                   | 「HOME」                                       | 稲葉浩志  | 松本孝弘   | 松本孝弘・稲葉浩志                     | 4:20 |
| 5.                                   | 「Calling」                                    | 稲葉浩志  | 松本孝弘   | 松本孝弘・稲葉浩志・徳永暁人・池田大介 | 5:54 |
| 6.                                   | 「TIME」                                       | 稲葉浩志  | 松本孝弘   | 松本孝弘・明石昌夫                     | 4:57 |
| 7.                                   | 「消えない虹」                                 | 稲葉浩志  | 松本孝弘   | 松本孝弘・稲葉浩志・池田大介           | 3:36 |
| 8.                                   | 「月光」                                       | 稲葉浩志  | 松本孝弘   | 松本孝弘・明石昌夫                     | 5:32 |
| 9.                                   | 「ハピネス」                                   | 稲葉浩志  | 松本孝弘   | 松本孝弘・稲葉浩志・徳永暁人           | 4:49 |
| 10.                                  | 「もう一度キスしたかった」                     | 稲葉浩志  | 松本孝弘   | 松本孝弘・明石昌夫                     | 4:38 |
| 11.                                  | 「泣いて 泣いて 泣きやんだら」                 | 稲葉浩志  | 松本孝弘   | 松本孝弘・稲葉浩志・徳永暁人           | 3:38 |
| 12.                                  | 「ONE」(ストリングスアレンジ:池田大介)         | 稲葉浩志  | 松本孝弘   | 松本孝弘・稲葉浩志                     | 4:11 |
| 13.                                  | 「Everlasting」                                | 稲葉浩志  | 松本孝弘   | 松本孝弘・稲葉浩志・池田大介           | 3:40 |
| 14.                                  | 「GOLD」(ストリングス&ホーンアレンジ:池田大介) | 稲葉浩志  | 松本孝弘   | 松本孝弘・稲葉浩志                     | 5:35 |
| 15.                                  | 「SNOW」                                       | 稲葉浩志  | 松本孝弘   | 松本孝弘・稲葉浩志                     | 9:42 |
| 合計時間:                            | 合計時間:                                      | 合計時間: | 76:36      |                                        |      |

## 楽曲解説
1. いつかのメリークリスマス
  - 4thミニ・アルバム『FRIENDS』収録。
  - 本作の発売に伴い、サビのみのショートPVが製作され、稲葉が海岸の砂浜で大型犬と戯れる様子と、レコーディングに臨んだりドライブをしている松本の様子を交互に捉えている。
2. ALONE
  - 9thシングル。
  - 本作には5thアルバム『IN THE LIFE』収録のアルバムバージョンが収録されている[14]。本作で最も古い楽曲。
  - PVは、2000年に豪雨の中決行された『B'z LIVE-GYM Pleasure 2000 "juice"』でのライブ映像から。
3. 今夜月の見える丘に
  - 27thシングル。
  - 表記はないが、オリジナルとは異なるバージョンで収録されている[15][注釈 2]。
4. HOME
  - 25thシングル。シングルバージョンとしてはアルバム初収録[注釈 3]。
5. Calling
  - 22ndシングル。
6. TIME
  - 10thシングル『BLOWIN'』の2nd beat。
  - PVは、1992年に行われた『B'z LIVE-GYM Pleasure'92 "TIME"』と1993年に行われた『B'z LIVE-GYM Pleasure '93 "JAP THE RIPPER"』でのライブ映像を合わせたもの。
7. 消えない虹
  - 8thアルバム『LOOSE』収録。
  - PVは、1995年に行われた『B'z LIVE GYM Pleasure'95 "BUZZ!!"』の終了後に、ガウンを着用した稲葉と松本が互いにシャンパンを掛け合う初公開映像から。
8. 月光
  - 6thアルバム『RUN』収録。
  - PVは、1993年に行われた『B'z LIVE-GYM Pleasure '93 "JAP THE RIPPER"』でのライブ映像から。
9. ハピネス
  - 9thアルバム『SURVIVE』収録。
  - PVは、1998年に行われた『B'z LIVE-GYM '98 "SURVIVE"』でのライブ映像から。
10. もう一度キスしたかった
  - 5thアルバム『IN THE LIFE』収録。
  - PVは、1995年に行われた『B'z LIVE GYM Pleasure'95 "BUZZ!!"』でのライブ映像から。
11. 泣いて 泣いて 泣きやんだら
  - 9thアルバム『SURVIVE』収録。
  - PVは、1998年に行われた『B'z LIVE-GYM '98 "SURVIVE"』でのライブ映像から。
12. ONE
  - 26thシングル『ギリギリchop』の2nd beat。B'z関連のアルバム初収録[注釈 4]。
  - PVは、1999年に行われた『B'z LIVE-GYM'99 "Brotherhood"』でのライブ映像から。
13. Everlasting
  - 12thアルバム『GREEN』収録。
  - 前曲と名探偵コナン映画主題歌の連続になっており、既出の曲の中では本作で最新の楽曲。
14. GOLD
  - 32ndシングル。アルバム初収録。
15. SNOW
  - 5thミニ・アルバム『FRIENDS II』収録。PVは、1997年に行われた『B'z LIVE-GYM Pleasure '97 "FIREBALL"』でのライブ映像から。
  - 隠しトラックとして「SNOW」終了後に無音を挟んでグルーヴ感溢れるアレンジの「いつかのメリークリスマス」が収録されている[17]。

## 参加ミュージシャン
- 松本孝弘：ギター、全曲作曲・編曲、コーラス（#2）
- 稲葉浩志：ボーカル、コーラス（#2.7.9.11.15）、全曲作詞、編曲（#3-5.7.9.11-15）
- 明石昌夫：ベース（#1.4-6.8）、マニピュレーター（#1.2.6.8.10）、編曲（#1.2.6.8.10）
- 徳永暁人：ベース（#5.11）、編曲（#5.9.11.16）
- 池田大介：シンセサイザー（#4）、ストリングスアレンジ（#12.14）、ホーンアレンジ（#14）、編曲（#5.7.13）
- 山木秀夫：ドラム（#3-5.11.13-15）
- 青山純：ドラム（#5.7）
- 田中一光：ドラム（#6.8）
- 黒瀬蛙一：ドラム（#12）
- 中村“キタロー”幸司：ベース（#3.14）
- 伊藤広規：ベース（#7）
- 満園庄太郎：ベース（#12）
- バカボン鈴木：ベース（#13）
- 青木智仁：ベース（#15）
- 小野塚晃：キーボード（#2.10）、ピアノ（#5.7.9.11.13-15）、アコースティックピアノ（#3）、オルガン（#7.15）、シンセサイザー（#7.9）、ハモンドオルガン（#9.11）、エレクトリックピアノ（#15）
- 和泉宏隆：ピアノ・アコーディオン（#4）
- 増田隆宣：キーボード（#8）、アコースティックピアノ（#12）
- 斎藤ノヴ：パーカッション（#4）
- 篠崎Strings：ストリングス（#5.12-15）
- TAMA MUSIC：ホーン（#14）
- 日色Strings：ストリングス（#7）
- 古川真一：コーラス（#1.7）
- 甲斐冴子（So-Fi）：コーラス（#9.11）
- B.B.IKKIES：コーラス（#9.11）
- B+U+M（#1.2.6.8.10）